# Wierzbowizna
Wierzbowizna – wieś w Polsce położona w województwie podlaskim, w powiecie wysokomazowieckim, w gminie Nowe Piekuty.
W latach 1975–1998 miejscowość administracyjnie należała do województwa łomżyńskiego.
Wierni kościoła rzymskokatolickiego należą do parafii św. Kazimierza w Nowych Piekutach.

## Historia wsi
Wierzbowizna wyszczególniona na mapach Podlasia pod koniec XVIII w.
W XIX w. folwark w powiecie mazowieckim, gmina i parafia Piekuty. W 1827 r. liczył 5 domów i 39 mieszkańców.
W 1891 roku istniały tu 3 gospodarstwa. W 1921 roku miejscowość była już wsią. Liczyła 6 domów i 41 mieszkańców (w tym 4 prawosławnych).
W okresie międzywojennym istniało tu większe gospodarstwo rolne (około 90 ha), należące do rodziny Olędzkich. W 1949 r. majątek ziemski został przejęty przez Skarb Państwa.
W 2006 roku wieś liczyła 4 domy i 15 mieszkańców.
W 2010 roku wieś liczyła 5 domów i 17 mieszkańców.